# Раздольное (Еврейская автономная область)
Раздо́льное — село в Биробиджанском районе Еврейской автономной области, входит в Птичнинское сельское поселение.

## География
| 1992 | 2002 | 2010 |
| ---- | ---- | ---- |
| 161  | ↗265 | ↗327 |

Село Раздольное стоит на левом берегу реки Кирга (левый приток Биры). Расстояние до левого берега Биры около 3 км.
Село Раздольное расположено на автотрассе Чита — Хабаровск, рядом проходит Транссибирская магистраль.
Расстояние до центра Биробиджана около 10 км (на восток по автотрассе Чита — Хабаровск), расстояние до административного центра сельского поселения села Птичник (через Биробиджан) около 15 км.

## Инфраструктура
- Сельскохозяйственные предприятия Биробиджанского района.